# Eleccions al Parlament Europeu de 2019 (Lituània)
Les Eleccions al Parlament Europeu de 2019 es van celebrar el 26 de maig per escollir els 11 membres de la delegació de Lituània al Parlament Europeu, coincidint tanmateix amb la segona volta de les eleccions presidencials.

## Resultats
| Llista | Llista                                    | Grup      | Vots      | %     | Escons | +/- |
| ------ | ----------------------------------------- | --------- | --------- | ----- | ------ | --- |
|        | Unió Patriòtica (TS-LKD)                  | PPE       | 247.745   | 19,71 | 3 / 11 | 1   |
|        | Partit Socialdemòcrata de Lituània (LSDP) | S&D       | 199.871   | 15,90 | 2 / 11 | =   |
|        | Unió Lituana d'Agricultors i Verds (LVŽS) | Verds/ALE | 158.018   | 12,57 | 2 / 11 | 1   |
|        | Partit del Treball (DP)                   | ALDE      | 113.189   | 9,00  | 1 / 11 | =   |
|        | Moviment Liberal (LRLS)                   | ALDE      | 82.779    | 6,58  | 1 / 11 | 1   |
|        | Tren Aušra Maldeikienė (TAM)              | PPE       | 81.706    | 6,50  | 1 / 11 | 1   |
|        | Bloc W. Tomaszewski (LLRA-KŠS/LRS)        | ECR       | 69.333    | 5,51  | 1 / 11 | =   |
|        | Partit del Centre Lituà (LCP)             | -         | 64.450    | 5,13  | -      |     |
|        | Moviment Rolandas Paksas President        | -         | 50.343    | 4,00  | -      |     |
|        | Vytautas Radžvilas: Recuperem l'Estat!    | -         | 42.107    | 3,35  | -      |     |
|        | Ordre i Justícia (TT)                     | -         | 34.413    | 2,74  | -      | 2   |
|        | Partit Socialdemòcrata de Lituània        | -         | 29.674    | 2,36  | -      |     |
|        | Partit Verd Lituà                         | -         | 28.461    | 2,26  | -      |     |
|        | Unió de Llibertat de Lituània (Liberals)  | -         | 24.037    | 1,91  | -      |     |
|        | Lituània Forta en una Europa Unida        | -         | 16.802    | 1,34  | -      |     |
|        | Salt decisiu                              | -         | 14.280    | 1,14  | -      |     |
| Total  | Total                                     | Total     | 1.257.208 | 100   | 11     |     |